# Frank Loriou
 (mars 2025).
Motif : absence de sources secondaires indépendantes pérennes et de qualité centrées sur ce photographe
- Archive Wikiwix
- Bing
- Cairn
- DuckDuckGo
- E. Universalis
- Gallica
- Google
- G. Books
- G. News
- G. Scholar
- Persée
- Qwant
- (zh) Baidu
- (ru) Yandex
- (wd) trouver des œuvres sur Wikidata

| 1. | Préciser le motif de la pose du bandeau. | Précisez le motif de la pose du bandeau en utilisant la syntaxe suivante : {{admissibilité à vérifier\|date=juin 2025\|motif=remplacez ce texte par le motif}}                    |
| 2. | Informer les utilisateurs concernés.     | Pensez à avertir le créateur de l'article, par exemple, en insérant le code ci-dessous sur sa page de discussion : {{subst:avertissement admissibilité à vérifier\|Frank Loriou}} |

Frank Loriou est photographe français, graphiste, né le 31 juillet 1966 à Lannion. Autodidacte[réf. nécessaire], il vit et travaille à Paris.

## Graphiste
Frank Loriou est photographe, graphiste dans le domaine musical depuis la fin des années 90, où il crée ses premières pochettes pour Yann Tiersen “Le Phare”, et Manu Chao “Clandestino”. Il continue depuis à concevoir et diriger la communication visuelle d'album musicaux et depuis plus de vingt cinq ans accompagne ainsi la scène française. Spécialisé dans l'univers musical, il est l'auteur des pochettes de disques de Brigitte Fontaine, Jean-Louis Murat, Dominique A, Jeanne Cherhal, Arthur H, Les Innocents, Olivia Ruiz, Albin de la Simone, Salvatore Adamo, Arman Méliès, Gauvain Sers entre autres.
En juillet 1999, il crée la nouvelle couverture,du magazine Rock&Folk à la demande de Philippe Manoeuvre, qu’il déclinera ensuite chaque mois pendant 23 années, jusqu’en octobre 2022.   

## Photographe
Photographe, il développe en parallèle différents projets photographiques sur le quotidien, l’enfance, la condition animale, la nature. Il publie en 2009 un ouvrage photographique intitulé Tout est calme, journal de ses obsessions photographiques : le vide, l’absence, l’opaque, les traces, l’insignifiant, la mémoire. En 2012, il rejoint l’Agence Vu comme photographe distribué.  
Il est naturellement devenu le photographe des artistes avec qui il collabore comme graphiste et directeur artistique. Il s'ensuit parfois un long compagnonnage avec certains artistes, comme Jean Louis Murat pour lequel il réalise 8 albums et de nombreuses sessions photos[réf. nécessaire].